# Hansted-ulykken
Hansted-ulykken 26. december 1876.
Et snerydningstog med to lokomotiver og et antal vogne til snekastere forulykkede mellem Horsens og Tvingstrup.
På grund af stærkt snefald og fygning afsendtes fra Århus et snerydningstog bestående af en sneplov, 2 godstogslokomotiver samt nogle vogne med snekastere. Foruden lokomotivpersonalet var der på hvert lokomotiv en baneformand, der skulle holde udkig. Da toget kørte af sted i jævn fart ved Hansted, mærkede snekasterne pludselig et voldsomt stød og blev slynget rundt mellem hinanden. Mange var så skrækslagne, at de forsvandt ud over markerne. Da de mere modige nåede frem til lokomotiverne, så de, at det ene lokomotiv stod helt oppe på det andet, og samtlige syv mand på de to lokomotiver var dræbt – på stedet.
Ulykken er aldrig blevet fuldt opklaret.
En ledvogter tæt ved ulykkesstedet havde set de to lokomotiver passere med en halv maskinlængdes afstand. Dette tyder på, at koblingen mellem de to maskiner var sprængt under snepløjning, uden at lokomotivpersonalet havde opdaget det. Da det forreste lokomotiv kørte fast i en drive, er det bageste kørt op i det med voldsom kraft. Det er også muligt, at man med vilje havde afkoblet, så bageste lokomotiv kunne hjælpe det forreste frem med stød.
Hartvig Rambusch anfører i En gammel Jernbanemands Erindringer, at "havde personalet haf større erfaring i snekørsel, hvis f.eks. W. Bailey eller E. Wright havde været den ene af lokomotivførerne, så var denne ulykke næppe sket".
På grund af ulykken blev der straks udgivet flere forebyggende bestemmelser. Den vigtigste var den, at der ikke måtte forceres driver uden foregående standsning, ved hvilken vognene med snekastere osv. skulle frakobles, før pløjning begyndte.
9 personer omkom, og 26 blev kvæstet
|  | Denne artikel kan blive bedre, hvis der indsættes geografiske koordinater Denne artikel omhandler et emne, som har en geografisk lokation. Du kan hjælpe ved at indsætte koordinater i wikidata. |